# アンナ・フォン・エスターライヒ (1280-1327)
アンナ・フォン・エスターライヒ（ドイツ語：Anna von Österreich, 1275/80年 - 1327年3月19日）は、ローマ王アルブレヒト1世とエリーザベト・フォン・ケルンテンの間の長女。

## 生涯
1295年、アンナはアスカニア家のブランデンブルク辺境伯ヘルマン（1273年 - 1308年）と結婚し、以下の子女をもうけた。
- アグネス（1297年頃 - 1334年） - 1309年にブランデンブルク辺境伯ヴァルデマールと結婚、1319年にブラウンシュヴァイク＝ゲッティンゲン公オットーと結婚
- マティルデ（1323年没） - 1310年にグウォグフ公ヘンリク4世ヴィエルヌィと結婚
- ユッタ（ユーディト）（1301年 - 1353年） - 1318年にヘンネベルク伯ハインリヒ8世と結婚
- ヨハン5世（1302年 - 1317年） - ブランデンブルク辺境伯

1308年にヘルマンは死去し、アンナは1310年にヴロツワフ公ヘンリク6世ドブルィと結婚し、以下の子女をもうけた。
- エルジュビェタ（1311年頃 - 1328年2月20日?） - 1322年にオレシニツァ公コンラト1世と結婚
- エウフェミア（1312年頃 - 1383年以後） - 1324/5年にニェモドリン公ボレスワフと結婚
- マウゴジャタ（1313年頃 - 1378年） - ヴロツワフの聖クララ修道院長